# Dombeya tremuliformis
Dombeya tremuliformis är en malvaväxtart som beskrevs av Arenes. Dombeya tremuliformis ingår i släktet Dombeya och familjen malvaväxter. Inga underarter finns listade i Catalogue of Life.